# Edgewood, Iowa
Edgewood là một thành phố thuộc quận Delaware, tiểu bang Iowa, Hoa Kỳ. Năm 2010, dân số của thành phố này là 864 người.

## Dân số
Dân số qua các năm:
- Năm 2000: 923 người.
- Năm 2010: 864 người.